# Raúl Guerra Garrido
Pour les articles homonymes, voir Garrido (homonymie).
Raúl Guerra Garrido, né le 4 avril 1935 à Madrid et mort le 2 décembre 2022 à Saint-Sébastien, est un écrivain espagnol.

## Biographie
Raúl Guerra Garrido obtient le prix Nadal en 1976 pour Lectura insólita de El Capital et le prix Planeta en 1984 pour La guerra del Wolfram.

## Œuvres traduites en français
- Doux objet d’amour [« Dulce objeto de amor »], trad. de Dominique Lepreux, Paris, Éditions Liana Levi, 1995, 197 p.  (ISBN 2-86746-121-9)
- Tant d’innocents [« Tantos innocentes »], trad. de Dominique Lepreux, Paris, Éditions Liana Levi, 1997, 268 p.  (ISBN 2-86746-169-3)